# Joan-Enric Vives i Sicília
Joan-Enric Vives i Sicília (Barcelona, 1949. július 24. –) katalán főpap, a római katolikus egyház érseke, Urgelli egyházmegye püspöke és ebből a hivatalából következően („ex officio”) Andorra társhercege. Tanulmányait szülővárosában végezte, ott szentelték pappá 1974-ben. II. János Pál pápa 1993-ban nevezte ki barcelonai segédpüspökké, majd 2001-ben az Urgelli egyházmegye koadjutor püspökévé. Az egyházmegye élére 2003. május 12-én került a hivataláról idős kora miatt lemondó Joan Martí Alanis utódjaként.  Érseki címét nem egyházmegyéje rangja alapján, hanem „ad personam” kapta XVI. Benedek pápától 2010-ben.